# Stefan Ebner
Stefan Ebner (Ranshofen, 8 juni 1991) is een Oostenrijks voetbalscheidsrechter. Hij is in dienst van FIFA en UEFA sinds 2019. Ook leidt hij sinds 2019 wedstrijden in de Bundesliga.
Op 30 maart 2019 leidde Ebner zijn eerste wedstrijd in de Oostenrijkse nationale competitie. Tijdens het duel tussen TSV Hartberg en Wacker Innsbruck (0–2) trok de leidsman zesmaal de gele kaart. Zijn eerste interland floot hij op 15 juni 2023, toen Jamaica met 1–2 verloor van Qatar door een doelpunt van Shamar Nicholson en tegengoals van Homam Ahmed en Mohammed Muntari. Tijdens deze wedstrijd toonde Ebner aan twee spelers een gele kaart.

## Interlands
| Datum        | Plaats               | Wedstrijd           | Uitslag | Competitie        | Kreeg geel | Kreeg voor de tweede keer geel en dus rood | Weggestuurd |
| ------------ | -------------------- | ------------------- | ------- | ----------------- | ---------- | ------------------------------------------ | ----------- |
| 15 juni 2023 | Ritzing, Oostenrijk  | Jamaica – Qatar     | 1 – 2   | Vriendschappelijk | 2          | 0                                          | 0           |
| 16 juni 2023 | Wenen, Oostenrijk    | Servië – Jordanië   | 3 – 2   | Vriendschappelijk | 3          | 0                                          | 0           |
| 7 juni 2024  | Grödig, Oostenrijk   | Tsjechië – Malta    | 7 – 1   | Vriendschappelijk | 5          | 0                                          | 1           |
| 10 juni 2025 | Luxemburg, Luxemburg | Luxemburg – Ierland | 0 – 0   | Vriendschappelijk | 4          | 0                                          | 0           |

Laatst bijgewerkt op 11 juni 2025.